# Boarmia lutea
Boarmia lutea là một loài bướm đêm trong họ Geometridae.